# Якутово
Якутово (баш. Яҡут) — село в Куюргазинском районе Республики Башкортостан Российской Федерации. Входит в состав Мурапталовского сельсовета.

## География

### Географическое положение
Расстояние до:
- районного центра (Ермолаево): 35 км,
- центра сельсовета (Новомурапталово): 2 км,
- ближайшей ж/д станции (Мурапталово): 6 км.

## Палеонтология
В районе Якутово в отложениях раннего триасового периода (нижнеоленёкский подъярус) обнаружен ископаемый образец темноспондильной амфибии Benthosuchus bashkiricus.

## Население
| 2002 | 2009 | 2010 |
| ---- | ---- | ---- |
| 344  | ↗364 | ↘343 |

Национальный состав
Согласно переписи 2002 года, преобладающая национальность — башкиры (95 %).

## Религия
В селе есть мечеть.